# Costin Mărculescu
Costin Mărculescu (n. 29 iunie 1969, Craiova, România – d. 8 iunie 2020, București, România) a fost un actor și cântăreț român.

## Biografie

### Decesul
Costin Mărculescu a fost găsit mort în baia apartamentului în care locuia, fiind în stare de degradare și mort de 3 zile. Cauza decesului a fost insuficiență cardio-respiratorie acută. Pe 29 iunie, Costin Mărculescu, ar fi împlinit 51 de ani.

## Filmografie
- Misiune specială (1984)
- Al patrulea gard, lângă debarcader (1986)
- Liceenii (1986)
- Extemporal la dirigenție (1988)
- Un studio în căutarea unei vedete (1989)
- Harababura (1991)
- Compromisul dragostei (1995)
- Patul lui Procust (2001)

## Legături externe
- Costin Mărculescu la Internet Movie Database